# بری شاتلورث
بری شاتلورث (انگلیسی: Barry Shuttleworth؛ زادهٔ ۹ ژوئیهٔ ۱۹۷۷) بازیکن فوتبال اهل بریتانیا است.
از باشگاه‌هایی که در آن بازی کرده‌است می‌توان به باشگاه فوتبال روترهام یونایتد، باشگاه فوتبال مکلسفیلد تاون، باشگاه فوتبال بری، باشگاه فوتبال بلکپول، و باشگاه فوتبال آکرینگتون استنلی اشاره کرد.